# Angry Samoans (album)
Angry Samoans è il quinto album in studio del gruppo hip hop statunitense di origine samoana Boo-Yaa T.R.I.B.E., pubblicato nel 1997.

## Tracce
1. No Free Ride (Intro) — 1:32
2. Skared for Lyfe — 3:16
3. Breakin' Lyfe Sykos — 4:47
4. Buried Alive — 3:59
5. Full Metal Jack Move — 3:07
6. Kill for the Family — 3:50
7. Retaliate — 2:40
8. Boogie Man — 3:45
9. Where U Want It — 4:05
10. Bang Bangin' — 3:27
11. Mr. Mister Redeyes — 5:33
12. Angry Samoans — 3:00
13. No Free Ride (Outro) — 1:56